# Rétközberencs
Rétközberencs is een plaats (község) en gemeente in het Hongaarse comitaat Szabolcs-Szatmár-Bereg. Rétközberencs telt 1175 inwoners (2001).